# 위에서와 같이 아래에서도

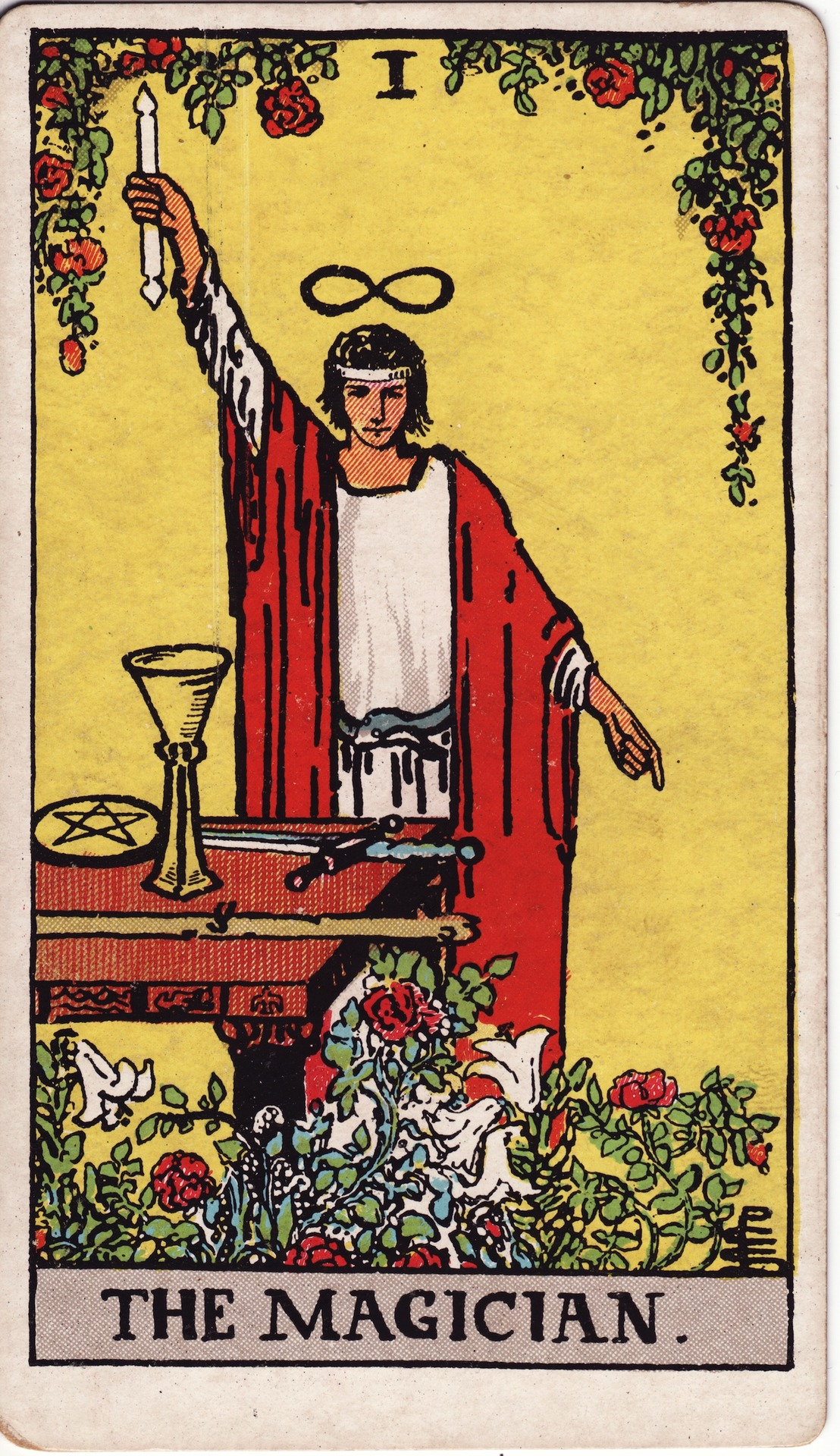
타로 카드의 '마술사'가 한 팔은 위로, 한 팔은 아래로 가리키고 있는 것이 '위에서와 같이 아래에서도'를 의미하는 것이라 해석되곤 한다.

위에서와 같이 아래에서도(As above, so below)는 헤르메스교의 경전인 『녹옥판』에 나오는 유명한 구절이다.
라틴어: Quod est superius est sicut quod inferius, et quod inferius est sicut quod est superius.
영어: That which is above is like to that which is below, and that which is below is like to that which is above.
한국어: 위에서와 같이 아래에서도, 그리고 아래에서와 같이 위에서도
철학사학자, 과학사학자들은 이 문장을 천체의 움직임("위")이 지구상의 사건("아래")에 영향을 미친다는 관념을 표현한 것이라고 이해해 왔다. 태양은 계절의 변화를 야기하고, 달은 조석을 일으키는 것이 대표적이다. 또한 그보다도 미세한 점성적 효과까지 포함한 문장이라는 것이다. 또한 대우주(고대 그리스어: makros kosmos 마크로스 코스모스[*])와 소우주(고대 그리스어: mikros kosmos 미크로스 코스모스[*]), 즉 세계와 인간 사이의 구조적 유사성, 또는 감응을 의미하는 것으로 해석되기도 한다.
근대의 은비학자들은 이 “아래에서와 같이 위에서도”라는 문장을 에마누엘 스베덴보리의 대우주-소우주간의 감응신학에 기반해서 받아들였고, 또한 널리 대중화시켰다. 이 분야에서 대표적인 선구자가 신지학 협회의 헬레나 블라바츠키다. 블라바츠키는 이 문장에 스베덴보리 철학 뿐 아니라 피타고라스, 카발라, 불교 등 역사적으로 무관한 여러 사상들까지 뒤섞어 결부시켰다. 블라바츠키는 『베일 벗은 이시스』(1877년)에서 “위에서와 같이 아래에서도. 있었던 일은 다시 돌아온다. 천상에서와 같이 지상에서도.”(영어: As above, so it is below. That which has been, will return again. As in heaven, so on earth.)라고 가필했다.
그런데, 『녹옥판』 원본은 8-9세기에 아랍어로 쓰인 것으로, 아랍어 원문은 조금 달라서 “에서와 같이”(like to)가 아니라 “-로부터”(from)로 해석해야 옳다. “위에서와 같이 아래에서도”라는 감응론적 문장이 역사적으로 사용된 것과 별개로 이 문장 자체는 12세기 라틴어역에서 오역으로서 처음 나타난 것이다.
아랍어: إن الأعلى من الأسفل والأسفل من الأعلى
후고 산크텔리엔시스의 역: 라틴어: Superiora de inferioribus, inferiora de superioribus.
영어: That which is above is from that which is below, and that which is below is from that which is above.
한국어: 위에 있는 것은 아래에 있는 것으로부터, 그리고 아래에 있는 것은 위에 있는 것으로부터.

## 참고 자료
- Allers, Rudolf (1944). “Microcosmus: From Anaximandros to Paracelsus”. Traditio 2: 319–407. doi:10.1017/S0362152900017219. JSTOR 27830052.
- Barkan, Leonard (1975). Nature's Work of Art: The Human Body as Image of the World. London/New Haven: Yale University Press. ISBN 9780300016949.
- Blavatsky, Helena P. (1877). Isis Unveiled: A Master-Key to the Mysteries of Ancient and Modern Science and Theology 1–2. New York: J. W. Bouton.
- Conger, George Perrigo (1922). Theories of Macrocosms and Microcosms in the History of Philosophy. New York: Columbia University Press. ISBN 9781290429832.
- Holmyard, Eric J. (1923). “The Emerald Table”. Nature 122 (2814): 525–526. Bibcode:1923Natur.112..525H. doi:10.1038/112525a0.
- Hudry, Françoise (1997–1999). “Le De secretis nature du Ps. Apollonius de Tyane, traduction latine par Hugues de Santalla du Kitæb sirr al-halîqa”. Chrysopoeia 6: 1–154.
- Kraus, Paul (1942–1943). Jâbir ibn Hayyân: Contribution à l'histoire des idées scientifiques dans l'Islam. I. Le corpus des écrits jâbiriens. II. Jâbir et la science grecque. Cairo: Institut Français d'Archéologie Orientale. ISBN 9783487091150. OCLC 468740510.
- Principe, Lawrence M. (2013). The Secrets of Alchemy. Chicago: The University of Chicago Press. ISBN 978-0226103792.
- Prophet, Erin (2018). “Hermetic Influences on the Evolutionary System of Helena Blavatsky's Theosophy”. Gnosis: Journal of Gnostic Studies 3 (1): 84–111. doi:10.1163/2451859X-12340050.
- Steele, Robert; Singer, Dorothea Waley (1928). “The Emerald Table”. Proceedings of the Royal Society of Medicine 21 (3): 41–57/485–501. doi:10.1177/003591572802100361. PMC 2101974. PMID 19986273.
- Van Gijsen, Annelies (2006). “Astrology I: Introduction”.   Hanegraaff, Wouter J. Dictionary of Gnosis and Western Esotericism. Leiden: Brill. 109–110쪽. ISBN 9789004152311.
- Weisser, Ursula (1980).  Spies, Otto, 편집. Das "Buch über das Geheimnis der Schöpfung" von Pseudo-Apollonios von Tyana. Berlin: De Gruyter. doi:10.1515/9783110866933. ISBN 978-3-11-086693-3.